# Дикс, Доротея Линда
Дороте́я Ли́нда Дикс (англ. Dorothea Lynde Dix, 4 апреля 1802 — 17 июля 1887) — американская активистка, боровшаяся за права душевнобольных. Усилия Доротеи Дикс в значительной степени способствовали созданию Плана Киркбрайда — первого поколения психиатрических госпиталей в США. Во время Гражданской Войны Дикс была суперинтендантом медсестер в армии Северных Штатов.

## Биография
Родилась в городе Хампден, штат Мэн, выросла в Вустере, штат Массачусетс. Её мать была больна, поэтому она не могла воспитывать детей, а отец был проповедником. В возрасте двенадцати лет ее и двух ее братьев отправили к их богатой бабушке, Дороте Линд (жене доктора Элайджа Дикс) в Бостон. В четырнадцать лет она начала преподавать в школе для девочек в Вустере, штат Массачусетс, и разработала для своего класса собственную учебную программу, в которой особое внимание уделяла этичному образу жизни и естественным наукам. Примерно в 1821 году Дикс открыла школу в Бостоне, которой покровительствовали состоятельные семьи. Вскоре после этого она также начала учить бедных детей.
С 1824 по 1830 год она писала в основном религиозные книги и рассказы для детей. Её книга «Разговор о повседневных вещах» была переиздана 60 раз и написана в стиле разговора между матерью и дочерью.
По состоянию здоровья, ей пришлось бросить школу, и она начала работать гувернанткой на Бикон-Хилл в семье Уильяма Эллери Чаннинга, религиозного деятеля, одного из основателей американского унитаризма. Вместе с его семьей Дикс отправилась на остров Санта-Крус, где она в реальности впервые увидела рабство. В 1831 году она основала в Бостоне модельную школу для девочек, которая функционировала до 1836 года, затем у неё случился нервный срыв. Дикс посоветовали съездить в Европу, чтобы поправить здоровье. Там она познакомилась с британскими социальными реформаторами, которые вдохновили её. Среди этих реформаторов были Элизабет Фрай, Сэмюэл Тьюк и Уильям Рэтбоун. Она также познакомилась с движением за реформу ухода за душевнобольными в Великобритании. Его члены проводили исследования сумасшедших домов и приютов, публикуя свои исследования в отчетах Палаты общин.